# Ceków-Kolonia (gemeente)
De gemeente Ceków-Kolonia is een landgemeente in het Poolse woiwodschap Groot-Polen, in powiat Kaliski.
De zetel van de gemeente is in Ceków.
Op 30 juni 2004 telde de gemeente 4539 inwoners.

## Oppervlakte gegevens
In 2002 bedroeg de totale oppervlakte van gemeente Ceków-Kolonia 88,19 km², waarvan:
- agrarisch gebied: 66%
- bossen: 27%

De gemeente beslaat 7,6% van de totale oppervlakte van de powiat.

## Demografie
Stand op 30 juni 2004:
| Omschrijving                   | Totaal | Totaal | Vrouwen | Vrouwen | Mannen | Mannen |
| ------------------------------ | ------ | ------ | ------- | ------- | ------ | ------ |
| eenheid                        | aantal | %      | aantal  | %       | aantal | %      |
| inwoners                       | 4539   | 100    | 2298    | 50,6    | 2241   | 49,4   |
| bevolkingsdichtheid (inw./km²) | 51,5   | 51,5   | 26,1    | 26,1    | 25,4   | 25,4   |

In 2002 bedroeg het gemiddelde inkomen per inwoner 1461,89 zł.

## Administratieve plaatsen (sołectwo)
Beznatka, Ceków, Ceków-Kolonia, Gostynie, Kamień, Kosmów, Kosmów-Kolonia, Kuźnica, Morawin, Nowa Plewnia, Nowe Prażuchy, Plewnia, Podzborów, Przedzeń, Przespolew Pański, Przespolew Kościelny, Stare Prażuchy, Szadek.

## Overige plaatsen
Bielawy, Bystrek, Cierpiatka, Huta, Kamień-Kolonia, Korek, Magdalenów, Odpadki, Olendry, Orli Staw, Orzeł, Radzany, Szadykierz, Świdle.

## Aangrenzende gemeenten
Kawęczyn, Koźminek, Lisków, Malanów, Mycielin, Opatówek, Żelazków
- Virtual International Authority File: 162939326